# EC 1.4.3
La EC 1.4.3 è una sotto-sottoclasse della classificazione EC relativa agli enzimi. Si tratta di una sottoclasse delle ossidoreduttasi che include enzimi che utilizzano donatori di elettroni di tipo amminico e ossigeno come accettore.

## Enzimi appartenenti alla sotto-sottoclasse
| numero EC   | nome accettato                                                        |
| ----------- | --------------------------------------------------------------------- |
| EC 1.4.3.1  | D-aspartato ossidasi                                                  |
| EC 1.4.3.2  | L-amminoacido ossidasi                                                |
| EC 1.4.3.3  | D-amminoacido ossidasi                                                |
| EC 1.4.3.4  | ammino ossidasi                                                       |
| EC 1.4.3.5  | piridossale 5'-fosfato sintasi                                        |
| EC 1.4.3.6  | ammina ossidasi (contenente rame) eliminata in EC 1.4.3.21 e 1.4.3.22 |
| EC 1.4.3.7  | D-glutammato ossidasi                                                 |
| EC 1.4.3.8  | etanolammina ossidasi                                                 |
| EC 1.4.3.10 | putrescina ossidasi                                                   |
| EC 1.4.3.11 | L-glutammato ossidasi                                                 |
| EC 1.4.3.12 | cicloesilammina ossidasi                                              |
| EC 1.4.3.13 | protein-lisina 6-ossidasi                                             |
| EC 1.4.3.14 | L-lisina ossidasi                                                     |
| EC 1.4.3.15 | D-glutammato(D-aspartato) ossidasi                                    |
| EC 1.4.3.16 | L-aspartato ossidasi                                                  |
| EC 1.4.3.19 | glicina ossidasi                                                      |
| EC 1.4.3.21 | ammina ossidasi primaria                                              |
| EC 1.4.3.22 | diammina ossidasi                                                     |